# Rausdorf (Szlezwik-Holsztyn)
Rausdorf (dolnoniem. Rausdörp) – gmina w Niemczech, w kraju związkowym Szlezwik-Holsztyn, w powiecie Stormarn, wchodzi w skład urzędu Trittau.